# Drink a Beer
«Drink a Beer» — песня американского кантри-певца Люка Брайана с его 4-го студийного альбома Crash My Party (2013), кантри-баллада посвящённая памяти погибших брата и сестры (Крис разбился в 26 лет в 1996 году, а Келли погибла в 39 лет в 2007 году). Песня была написана Джимом Биверсом и Крисом Степлтоном, а спродюсирована Джеффом Стивенсом. Релиз сингла с песней состоялся 11 ноября 2013 года на лейбле Capitol Nashville. Песня в январе-феврале 2014 года возглавила кантри-чарты США (Billboard Hot Country Songs) и Канады.
Rolling Stone поместил песню на 169-е место в своем рейтинге 200 величайших кантри-песен всех времен.

## Отзывы
Песня написана в стиле кантри-баллады, получила положительные отзывы музыкальной критики и интернет-изданий. Билли Дюкс (Billy Dukes, Taste of Country) описал её как «проницательный
трек», демонстрирующий способность Брайана сближаться с аудиторией. Кристина Винсон (Christina Vinson, Taste of Country) описала трек как музыкально «фантастический» и лирически «чрезвычайно трогательный». Мэтт Бъёрк (Matt Bjorke) из Roughstock указала на страстный вокал Брайана, дающий «атмосферу подлинности его лирике» как причину действенности песни, и дал песне рейтинг четыре с половиной звезды, а также сравнила её с хитом Миранды Ламберт «Over You» и назвала достойной звания песни года.
В обзоре альбома Crash My Party в издании HitFix Мелинда Ньюман (Melinda Newman) назвала «Drink a Beer» самым сильным треком диска (A-).

## Видео
Режиссёром музыкального видеоклипа стал Пол Миллер (Paul Miller), а его премьера состоялась в декабре 2013 года.

## Чарты
«Drink a Beer» дебютировала на 59 месте журнала радио-чарта кантри-музыки (Country Airplay) журнала Billboard 16 ноября 2013 года и на 20 месте в объединённом кантри-чарте U.S. Billboard Hot Country Songs 23 ноября 2013. В общенациональном хит-параде U.S. Billboard Hot 100 дебют сингла прошёл 23 ноября на 79 месте. В Канаде сингл вышел в тот же день на 97 месте (Canadian Hot 100). К апрелю 2014 года тираж «Drink a Beer» превысил миллион копий в США.
Люк Брайан благодаря синглу «Drink a Beer» в 6-й раз возглавил кантри-чарт Hot Country Songs, пробыв на вершине 6 недель в феврале 2014 года.
К августу 2015 года тираж достиг 1,447,000 копий в США.
| Чарт (2013—2014)                    | Высшая позиция |
| ----------------------------------- | -------------- |
| Канада (Billboard Canadian Hot 100) | 34             |
| Канада (Billboard Country)          | 1              |
| США (Billboard Hot 100)             | 31             |
| США (Billboard Country Airplay)     | 1              |
| США (Billboard Hot Country Songs)   | 1              |

| Чарт (2014)                        | Позиция |
| ---------------------------------- | ------- |
| Канада, Canadian Hot 100           | 98      |
| США, Country Airplay (Billboard)   | 34      |
| США, Hot Country Songs (Billboard) | 11      |

## Сертитфикации
| Регион | Сертификация | Продажи   |
| --- | ------------ | --------- |
| Канада (Music Canada) | Золотой      | 40 000*   |
| США (RIAA) | Платиновый   | 1,447,000 |
| * Данные о продажах приведены только на основе сертификации. ^ Данные о тиражах приведены только на основе сертификации. |              |           |